# Puente Kinnaird
El puente Kinnaird, actualmente de forma oficial Puente de Columbia (nombre original en inglés:Columbia Bridge), conecta una carretera de dos carriles sobre el río Columbia en la localidad de Castlegar (Columbia Británica, Canadá). Pertenece a la Autopista British Columbia 3, que parte de la Autopista Crowsnest, y debe su nombre al pueblo de Kinnaird, que se fusionó en 1974 a Castlegar.

## Historia
Dado que la propiedad buscaba algo distinto a las realizaciones en acero generalizadas en América del Norte, se le pidió a Riccardo Morandi que diseñase un puente de hormigón. El diseño detallado requirió la colaboración de la empresa de ingeniería Choukalos, Woodburn, McKenzie de Vancouver.
El puente de Kinnaird se completó en 1965 (aunque según algunas fuentes, fue terminado en 1960).

## Descripción
En vez de los habituales pilares verticales convencionales, el puente de Kinnaird posee cuatro caballetes en forma de "V" sobre bases masivas de 2 x 3 m, rigidizados por dos travesaños. Dos de estas estructuras están cimentadas en el cauce del río y las otras dos una en cada orilla, formando tres aberturas de 80 m y dos aberturas laterales algo más cortas. Cada una de las estructuras en "V" soporta una sección del tablero del puente, que funciona como el voladizo de un puente en ménsula. Entre las mismas (y entre los caballetes exteriores y los estribos), los tramos en suspensión están dispuestos de manera que se forma una viga continua de 365 m de longitud, que corresponde desde un punto de vista técnico a la configuración de una viga Gerber. Las superficies inferiores de las secciones del tablero sobre los caballetes, así como la viga suspendida, están ligeramente curvadas, de forma que el puente de 45 m de altura da una gran impresión de ligereza.
El puente fue completamente remodelado de 2011 a 2012.